# Tenis ziemny na Letnich Igrzyskach Olimpijskich 2024
Tenis ziemny na Letnich Igrzyskach Olimpijskich 2024 – turniej tenisowy, który był rozgrywany w dniach 27 lipca–4 sierpnia 2024 roku podczas igrzysk w Paryżu. Zmagania odbywały się na obiektach Stade Roland Garros. Tenisiści i tenisistki rywalizowali w pięciu konkurencjach: singlu i deblu mężczyzn oraz kobiet, a także mikście.

## Turniej
Turniej tenisowy był rozgrywany po raz siedemnasty na letnich igrzyskach olimpijskich (nie licząc dwóch edycji, podczas których był rozgrywany demonstracyjnie) i dziesiąty od 1988 roku, kiedy to został oficjalnie przywrócony do igrzysk olimpijskich. Mikst powrócił do zmagań olimpijskich w 2012 roku.
Zawody były rozgrywane na kortach ceglanych Stade Roland Garros, czyli tych samych co French Open.

## Medaliści
| Konkurencja             | Złoty medal                     | Srebrny medal                   | Brązowy medal                            |
| gra pojedyncza kobiet   | Zheng Qinwen                    | Donna Vekić                     | Iga Świątek                              |
| gra pojedyncza mężczyzn | Novak Đoković                   | Carlos Alcaraz                  | Lorenzo Musetti                          |
| gra podwójna kobiet     | Sara Errani Jasmine Paolini     | Mirra Andriejewa Diana Sznajder | Cristina Bucșa Sara Sorribes Tormo       |
| gra podwójna mężczyzn   | Matthew Ebden John Peers        | Austin Krajicek Rajeev Ram      | Taylor Fritz Tommy Paul                  |
| gra mieszana            | Kateřina Siniaková Tomáš Macháč | Wang Xinyu Zhang Zhizhen        | Gabriela Dabrowski Félix Auger-Aliassime |

### Tabela medalowa
| Miejsce | Państwo                          | Złoto | Srebro | Brąz | Razem |
| ------- | -------------------------------- | ----- | ------ | ---- | ----- |
| 1.      | Chińska Republika Ludowa         | 1     | 1      | 0    | 2     |
| 2.      | Włochy                           | 1     | 0      | 1    | 2     |
| 3.      | Australia                        | 1     | 0      | 0    | 1     |
| 3.      | Czechy                           | 1     | 0      | 0    | 1     |
| 3.      | Serbia                           | 1     | 0      | 0    | 1     |
| 6.      | Hiszpania                        | 0     | 1      | 1    | 2     |
| 6.      | Stany Zjednoczone                | 0     | 1      | 1    | 2     |
| 8.      | Chorwacja                        | 0     | 1      | 0    | 1     |
| 8.      | Indywidualni sportowcy neutralni | 0     | 1      | 0    | 1     |
| 10.     | Kanada                           | 0     | 0      | 1    | 1     |
| 10.     | Polska                           | 0     | 0      | 1    | 1     |
|         | Razem                            | 5     | 5      | 5    | 15    |